# Чаат

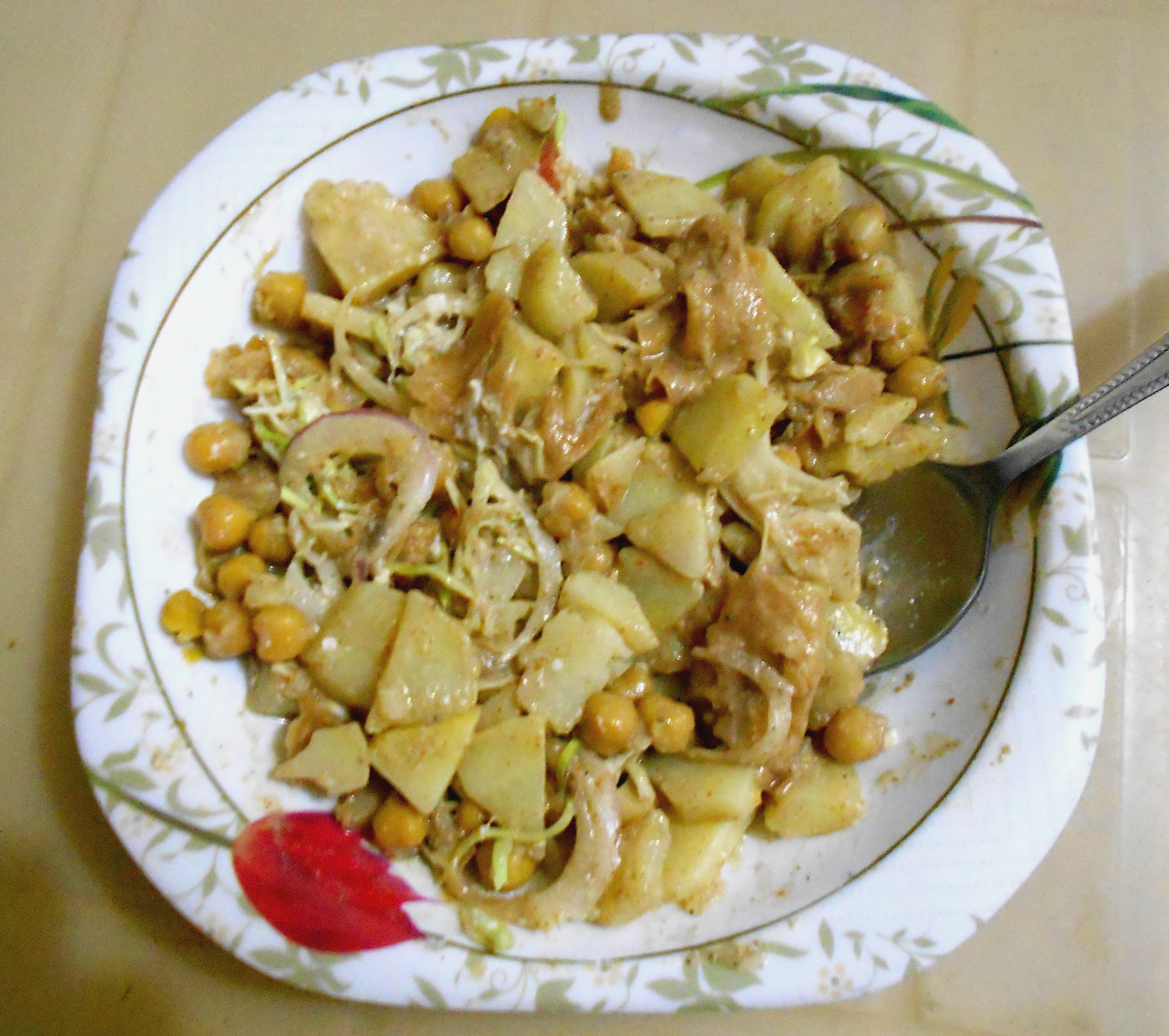
Торговець Чаат

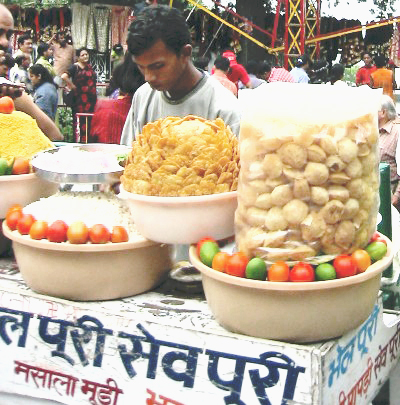
Торговець чаатом в Масурі

Чаат (гінді चाट, chaat) — страва індійської кухні у вигляді гострої перекуски, що часто подається з візків на вулицях міст Індії та інших країн Південної Азії. Назва страви походить від слова хінді चाट, cāṭ — «делікатес», від चाटना, cāṭnā — «смакувати». Всі варіанти чаату базуються на смаженому тісті із додаванням інших інгредієнтів. Зазвичай до складу входять шматочки картоплі, смажений хліб, боби та приправи. Різноманітні варіації включають алоо-тіккіс (з цибулею, коріандром, іншими приправами), бхел-пурі, дахі-пурі, пані-пурі, дахі-вада, папді-чаат і сев-пурі. Звичайними інгредієнтами є дахі (кефір), дрібно порізана цибуля і коріандр, сев (висушена локшина) і чаат масала — суміш спецій, що складається з висушеного порошку манго, кмину, імбиру, кала-намака, солі, чорного і червоного перцю. Страву подають на металевій пластині або листку банану, згорнутого у формі миски.